# Chrysops fixissimus
Chrysops fixissimus är en tvåvingeart som beskrevs av Walker 1856. Chrysops fixissimus ingår i släktet Chrysops och familjen bromsar. Inga underarter finns listade i Catalogue of Life.